# Ялевере
Я́левере (ест. Jälevere küla) — село в Естонії, у волості Пиг'я-Сакала повіту Вільяндімаа.

## Населення
Чисельність населення на 31 грудня 2011 року становила 23 особи.

## Географія
Через населений пункт проходить автошлях 24104 (Пиг'яка — Тирваауґу — Вигма). Дорога 24107 з'єднує село з  Вигмассааре.

## Історія
З 13 лютого 1992 до 21 жовтня 2017 року село входило до складу волості Сууре-Яані.